# Genesis (suita)
Genesis to składająca się z siedmiu części kantata na narratora, głosy solowe, chór i orkiestrę, napisana w latach 1943–1944 na zamówienie Nathaniela Shilkreta do tekstu biblijnego przez siedmiu różnych kompozytorów:
1. Arnold Schönberg - Preludium na chór (mormorando) i orkiestrę, op. 44
2. Nathaniel Shilkret	- Stworzenie na narratora, chór i orkiestrę
3. Aleksander Tansman - Adam i Ewa na narratora i orkiestrę
4. Darius Milhaud - Kain i Abel na narratora i orkiestrę op. 241
5. Mario Castelnuovo-Tedesco - Potop (Arka Noego) na narratora, chór i orkiestrę
6. Ernst Toch - Przymierze (Tęcza) na narratora i orkiestrę
7. Igor Strawinski - Babel na narratora, chór męski i orkiestrę

Kantata została wykonana po raz pierwszy w 1945 roku. Jest rzadkim w dziejach muzyki przykładem zestawienia twórców o tak bardzo zróżnicowanych postawach artystycznych (szczególnie Strawinski-Schönberg).